# Auf schlimmer und ewig
Auf schlimmer und ewig (Originaltitel: Unhappily Ever After) ist eine US-amerikanische Sitcom, die von 1995 bis 1999 in insgesamt 100 Folgen beim Fernsehsender The WB ausgestrahlt wurde.
In Deutschland lief sie bei den Sendern RTL, Comedy Central und RTL II, in der Schweiz bei SF zwei. Kreiert wurde die Sitcom von Ron Leavitt, der zuvor bereits die erfolgreiche Serie Eine schrecklich nette Familie herausgebracht hatte. Mit Auf schlimmer und ewig wurde der Versuch unternommen, mit einem ähnlichen Produkt an den Erfolg anzuknüpfen, was jedoch nicht im erwünschten Maße gelang.

## Handlung

### Erste Staffel
(Episode 1 bis 13)
Nach 16 Jahren Ehe zieht der frisch in Trennung lebende Autoverkäufer Jack Malloy in ein verkommenes Appartement und lässt seine Frau Jennifer und seine drei Kinder Ryan, Tiffany und Ross zurück. In seinem neuen Zuhause entwickelt sich der Loser Jack zum Geisteskranken, als seine Schizophrenie überhandnimmt und er anfängt, mit einem Plüschhasen namens Mr. Floppy zu sprechen, welchen ihm Ross, sein jüngster Sohn, schenkte. Jack zieht mit ihm über Leute und Begebenheiten her, wobei diese sowohl Teil der Serie als auch der echten Welt sein können (ein Lieblingsziel ist zum Beispiel die schon erwähnte Serie Eine schrecklich nette Familie).

### Zweite Staffel
(Episode 14 bis 35)
Ab der zweiten Staffel beschließen Jack und Jennie, aus Mangel an Verehrern und im Interesse der Kinder, es nochmal miteinander zu probieren. Jack Malloy zieht wieder zurück in sein altes Haus und wohnt fortan mit seinem Plüschhasen im Keller.

### Dritte Staffel
(Episode 36 bis 57)
Ab hier taucht erstmals Tiffanys Rivalin Sable O’Brien auf, die in vielen Episoden dieser Staffel mitspielt. Mr. Monteleone tritt in Episode 52 Der Notenkampf zum ersten Mal als Tiffanys Englischlehrer auf. Er wechselt später zur selben Schule wie Tiffany. In der 56. Episode Auf nach Harvard wechseln Tiffany und Ryan von der Priddy High School auf das Northridge Junior College. Die Großmutter Maureen spielt ab dieser Staffel nicht mehr mit.

### Vierte Staffel
(Episode 58 bis 78)
In dieser Staffel beginnt Tiffany ihre Arbeit bei der Schülerzeitung. Barbara Caufield löst Sable O’Brien als Tiffanys Konkurrentin ab. Ab dieser Staffel hat die Familie keine drei Hunde mehr. In der 60. Episode (Das Haus der lebenden Toten) stirbt die Mutter Jennie; sie verbrannte im Solarium unter einer Sonnenbank. Jennie tritt in dieser Folge mehrmals als Geist auf, um ihre Familie zu nerven. Sie sagt, dass sie erst ins Jenseits geht, wenn sie anständig begraben wird. Sie bleibt dann aber doch bei ihrer Familie, da sie sowieso nicht in den Himmel kommen würde (sie hätte dafür ein guter Mensch sein müssen). In der nächsten Folge, Zurück ins Leben, holt sich die Familie einen Exorzisten, um sie zu verjagen. Bald darauf stellen sie jedoch fest, dass in ihrem Heim alles verlottert, Jack noch mehr trinkt und sehen ein, dass sie Jennie als gemeinsamen Feind brauchen, darauf verkündet ein Mitarbeiter der Serie, dass sie ab jetzt wieder lebt. In Folge 78 (Es war einmal) blickt die Familie Malloy auf die vergangenen Episoden zurück.

### Fünfte Staffel
(Episode 79 bis 100)
Jacks Kinder weisen ihn in einer Episode darauf hin, dass ihre Mutter mit einer Lesbe durchgebrannt sei. In der 80. Episode (Friskys letzter Kampf) wird Mr. Monteleone vom neuen Englischlehrer Mr. Studebaker abgelöst. Dieser neue Lehrer ist aber nur in der einen Folge zu sehen. In der letzten Folge (Mister Floppys Ende) reißt sich Jack zusammen, geht wieder zur Arbeit und ermöglicht Tiffany ein Studium in Harvard. Jack ist so erfolgreich in seinem Job, dass er keine Zeit mehr für Mr. Floppy hat. Mr. Floppy lebt nur in Jacks Fantasie und muss deshalb sterben, wenn Jack nicht mit ihm redet. Gegen Ende, als er fast schon tot ist, gibt Jack seinen Job auf, um Mr. Floppy zu retten. Jack hält noch eine Rede, dass Freundschaft wichtiger als Erfolg sei. Als Abschluss singen sie zusammen ein Lied, das mit diesen Zeilen endet:
Mr. Floppy: „Du sitzt bald auf der Straße.“

Jack: „Doch mir ist es egal, denn du bist mein Hase!“

## Markenzeichen
Einige Markenzeichen der Serie sind, neben den gnadenlos überzeichneten Charakteren (unter denen Ross als „Normalo“ der Außenseiter ist), die Dialoge zwischen Jack und Floppy sowie Tiffanys aufreizende Posen und Kostüme. Die Show nimmt sich auch nicht zu ernst und es wird gern darauf hingewiesen, dass es sich um eine Fernsehsendung handelt, die gar nicht den Eindruck erwecken will, realistisch zu sein. Vor allem, wenn sich die Darsteller freimütig über den Inhalt der (wie sie selber sagen) „Episoden“ unterhalten. Dies wird schon in der Titelsequenz deutlich, in der der Keller, in welchem die Protagonisten tanzen, deutlich als Studioset zu erkennen ist.
Wenn man Auf schlimmer und ewig aufmerksam verfolgt, wird man bemerken, dass in mehreren Folgen der Serie als Running Gag immer wieder Witze über bestimmte Personen (zum Beispiel Roseanne Barr, Drew Barrymore, Cybill Shepherd, Barbra Streisand, Michael Jackson oder Mickey Rourke), Fernsehserien (Eine schrecklich nette Familie, Verrückt nach Dir) oder allgemeine Dinge (alternde Rockbands, die in den 1990er Jahren in den USA sehr bekannt waren) gemacht werden.

## Charaktere

### Hauptfiguren
- Jack Malloy: Ein Vater, der seinen Job als Gebrauchtwagenverkäufer hasst. Er ist bei seinem verhassten Schwiegervater angestellt (der niemals vorkommt). Er ist Alkoholiker und hat eine dissoziative Identitätsstörung. Das einzige Positive in seinem Leben sind seine Tochter Tiffany und die imaginären Gespräche mit Mr. Floppy.
- Jennifer „Jennie“ Malloy (geborene Slattery): Sie ist Jacks dominante und jähzornige Frau. Jack findet Jennie alles andere als attraktiv. Deswegen versucht sie es anfangs nach der Trennung mit anderen Männern. Jennie versucht immer wieder zu erreichen, dass Tiffany sie mehr mag als Jack, was ihr aber auf Dauer nicht gelingt.
- Mr. Floppy: Der Plüschhase, den Ross seinem Vater geschenkt hat. Er ist Jacks Alter Ego. Mr. Floppy ist ein großer Macho, humorvoll und sehr sarkastisch. In Gegenwart anderer Charaktere stellt er sich tot und kann nur mit Jack reden. Mr. Floppy ist auch noch sehr intelligent, weshalb Jack immer zu ihm geht, wenn er einen Ratschlag braucht. Er schwärmt immer wieder von Drew Barrymore, lässt aber auch sonst nichts anbrennen. Er gibt an, sein Vater wäre Yogi Bär, der ihn verstoßen hat.
- Ryan Malloy: Jacks und Jennies erstes Kind. Ryan ist unglaublich dumm und naiv. Er ist ein netter Loser, den Frauen abstoßend finden. Ab und zu hat er zwar eine Freundin, aber spätestens am Ende der Episode hat sie sich von ihm getrennt. Seine Eltern haben keine Scheu ihm zu sagen, dass er ein ungewolltes Kind ist.
- Tiffany Malloy: Das zweite Kind. Tiffany ist sehr intelligent und hat deshalb nur die besten Schulnoten. Sie ist das beliebteste Mädchen an ihrer Schule, sehr schön und kleidet sich gerne freizügig, deshalb wollen viele Jungs sie als Freundin haben. In der Serie werden oft Anspielungen gemacht, dass ihre schlanke Figur durch Magersucht entstanden sei. Tiffany ist Jacks absolutes Lieblingskind und sie totales Papakind. Er will unbedingt, dass sie Jungfrau bleibt und vertreibt (obwohl sie selbst diese Meinung ebenfalls vertritt) Tiffanys männliche Verehrer mit allen Mitteln.
- Ross Malloy: Er ist das dritte Kind. Am Anfang der Serie mögen ihn seine Eltern noch und ziehen ihn Ryan unverhohlen vor. Aber dann wird er von ihnen immer weniger beachtet. Um Aufmerksamkeit zu erlangen, wird Ross sogar zeitweise zum Brandstifter. Ross springt ein, wenn seine Familie sich völlig daneben benimmt und fordert sie auf, sich ihres Alters entsprechend zu benehmen und ihre Pflichten wahrzunehmen. Er hat an seiner Schule viele Freundinnen, die mit ihm ausgehen.

### Nebenfiguren
- Maureen Slattery: Maureen ist Jennies Mutter. Sie verachtet Jack und hasst auch Jennie, weil sie diesen „Schlappschwanz“ geheiratet hat. Sie ist alkohol- sowie tablettenabhängig und ist daher fast immer geistesabwesend.
- Mr. Monteleone: Er ist Tiffanys Englischlehrer an der „Priddy High“ und später auch am „Northridge Junior College“. Mr. Monteleone hasst Tiffany von allen Schülern am meisten. Er gibt nur den Schülern gute Noten, die seine Meinung über ein Thema teilen. Tiffany macht sich oft über sein markantes Lachen lustig.
- Sable O’Brien: Sie ist Tiffanys Konkurrentin an der Priddy High School. Sable täuscht Ryan vor, dass sie seine Freundin wäre, obwohl sie einen Freund hat. Sie versucht meist, Tiffany als das beliebteste Mädchen der Schule abzulösen.
- Barbara Caufield: Sie hat mal beim Fernsehen gearbeitet, bis ihr Job von einem Affen übernommen wurde. Sie ist, ähnlich wie Sable, eine Rivalin von Tiffany. Barbara taucht in der Serie das erste Mal auf, als Tiffany und Ryan von der High-School auf das Northridge College wechseln.
- Barry Wallenstein: Er ist einer von Tiffanys besten High-School-Freunden. Sie kann sich mit ihm wie mit einer Frau unterhalten, weil er schwul ist. Barry ist der Klischee-Schwule. Zum Beispiel ist er gelernter Frisör oder will zur Marine.
- Amber Moss: Sie ist auch eine von Tiffanys besten Freundinnen an der High School. Sie wird oft als Schlampe beschimpft, weil sie ihre Partner häufig wechselt.
- Paul Zimmerman: Er ist der schwule Freund von Barry und Redakteur der Schülerzeitung der Priddy High School.
- Caitlin Blackpool: Sie verkörpert den klischeehaften Goth (Teufelsanbeterin und depressiv). Caitlin geht an dieselbe Schule wie Ryan und Tiffany. Ryan baggert sie oft an, aber Caitlin gibt ihm immer wieder einen Korb. Als er allerdings in eine schwermütige Stimmung verfällt und ihr dadurch ausgelöstes Interesse ausnutzt, um sie ins Bett zu kriegen, liegt er danach im Krankenhaus, weil sie ihm die (Lebens)Kraft raubte.
- Muffy: Sie geht zusammen mit Tiffany und Ryan an die High School. Obwohl ihre Figur in mehreren Folgen vorkommt, hat sie keine auffallenden Charaktereigenschaften. In einer Episode wird allerdings erwähnt, dass sie magersüchtig ist.

## Besetzung
| Rolle             | Schauspieler                                              | Synchronsprecher                                              | Staffel |
| ----------------- | --------------------------------------------------------- | ------------------------------------------------------------- | ------- |
| Jack Malloy       | Geoffrey Pierson                                          | Michael Schwarzmaier                                          | 1–5     |
| Jennie Malloy     | Stephanie Hodge                                           | Anke Reitzenstein                                             | 1–4     |
| Ryan Malloy       | Kevin Connolly                                            | Dominik Auer                                                  | 1–5     |
| Tiffany Malloy    | Nikki Cox                                                 | Claudia Lössl                                                 | 1–5     |
| Ross Malloy       | Justin Berfield                                           | Dennis Reuße                                                  | 1–5     |
| Mr. Floppy        | Bobcat Goldthwait (Stimme) Allan Trautman (Puppenspieler) | Tommi Piper                                                   | 1–5     |
| Amber Moss        | Dana Daurey                                               |                                                               | 1–3     |
| Barry Wallenstein | Ant                                                       | Jan Makino (Staffel 1–2) Hubertus von Lerchenfeld (Staffel 3) | 1–3     |
| Maureen Slatery   | Joyce Van Patten                                          | Marianne Wischmann                                            | 1–2     |
| Sable O’Brien     | Kristanna Loken                                           | Stefanie von Lerchenfeld                                      | 3       |
| Mr. Monteleone    | Oliver Muirhead                                           | Fritz von Hardenberg                                          | 3–4     |
| Paul Zimmerman    | Joel Michaely                                             |                                                               | 3       |
| Barbara Caufield  | Wendy Benson                                              | Solveig Duda                                                  | 4–5     |
| Muffy             | Deborah Kellner                                           |                                                               | 4       |
| Caitlin Blackpool | Faith Salie                                               | Claudia Kleiber                                               | 5       |

## Gastauftritte (Auswahl)
- Frank Lloyd (Schauspieler und Stuntman) hatte 20 Gastauftritte in Auf schlimmer und ewig. Er hatte zuvor bereits 15 Gastauftritte in Eine schrecklich nette Familie.
- David Faustino, der Bud Bundy in Eine schrecklich nette Familie spielt, hatte einen Gastauftritt als Jimbo Basilli in der Folge Der Tiffany Burger (Folge 95).
- Erik Estrada spielte sich selbst in der Episode Der Traum von Hollywood (Folge 45).
- Allan Trautman, der Puppenspieler von Mr. Floppy, hatte mehrere Gastauftritte: viermal als Lehrer Mr Dunn (1. und 2. Staffel), einmal als Mr. Pillow in Floppy, der Schriftsteller (Folge 33), einmal als Mr. Moss in Ryans Affäre (Folge 73), einmal als Professor Mendelson in Friskys letzter Kampf (Folge 59), einmal als Mr. Lewolsky in Der Durchschnittsmensch (Folge 85), einmal als Havard-Repräsentant in Die Teufelsgeigerin (Folge 94), einmal als Kunstkritiker Henry Rabinovitz in Das Pseudonym (Folge 98) und einmal als Sanitäter in Der Mogel-Experte (Folge 99).
- Bobcat Goldthwait, der Mr. Floppy seine Stimme leiht, hatte folgende Gastauftritte: als Star im Wald in Ryans erste Freundin (Folge 11), als Host in Valentinstag (Folge 29) und als er selbst in Ryans Affäre (Episode 73).
- Bobcat Goldthwaits Tochter Tasha Goldthwait spielte in Ist der Ruf erst ruiniert … (Folge 97) ein Mädchen, dessen Name nicht erwähnt wird.
- Manchmal wurden in der Serie Rückblenden in die Kindheit von Tiffany und Ryan eingebaut. Dabei spielte Chelsea Lynn Tiffany als Kind und Tommy Bertelsen Ryan als Kind. Lynn und Bertelsen waren zusammen in der Episode Auf der Flucht zu sehen (Folge 7). Bertelsen spielte seine Rolle allein in Jacks Krise (Folge 30). Und Lynn war ebenfalls allein in Ryans erste Freundin (Folge 11) zu sehen. Später spielten Nikki Cox und Kevin Connolly die Rollen von Tiffany bzw. Ryan als Kind selbst.
- Seann William Scott spielte in der Folge Strandparty den Freund von Sable.

## Trivia
- Der Schauspieler Geoffrey Pierson (Jack Malloy) spielte in der Folge Studioluft der Sitcom Eine schrecklich nette Familie mit.
- In dem US-amerikanischen Drama Sub Down – Verschollen in der Tiefe spielt Kevin Connolly (Ryan) den Fähnrich zur See Holliday. Nikki Cox (Tiffany) spielt seine Freundin, die ihm einen Abschiedskuss gibt.
- Ursprünglich war gar nicht Hit The Road, Jack das Titellied von Auf schlimmer und ewig, sondern ein Lied, das von Bobcat Goldthwait (Stimme von Mr. Floppy im englischsprachigen Original) gesungen wird. Das Lied wurde in den USA für die ersten fünf Episoden verwendet, bis es dann von Hit The Road, Jack abgelöst wurde. In der deutschen Fassung der Serie entschied man sich, von Anfang an Hit The Road, Jack zu verwenden. Auch der Vorspann sah bei den ersten fünf Folgen anders aus: Zuerst sieht man Jack und Jennie, danach die Kinder, dann, wie Jack aus dem Haus rausgeworfen wird und zu seinem neuen Appartement geht, und schließlich, wie jemand einen Räuber neben Jack erschießt. Weder das Original-Titellied noch der Original-Vorspann wurden bei Wiederholungen dieser ersten fünf Episoden von Auf schlimmer und ewig in den USA ein zweites Mal gesendet (wurde wie bei der deutschen Fassung durch Hit The Road, Jack und einen anderen Vorspann ersetzt). Trotzdem ist das Original-Titellied auch zweimal in der deutschsprachigen Version zu hören, und zwar in Brillenschlangen (33. Episode, Mr. Floppy singt es im Keller und Jack nimmt einen Rechen, auf dem er Luftgitarre spielt) im englischen Original und in Mr. Floppys Ende (100. Episode) auf Deutsch.
- Kevin Connolly führte bei einigen Episoden Regie.
- Mr. Floppy wird in der deutschen Fassung von Tommi Piper gesprochen, der auch Alf in Deutschland synchronisierte.
- Claudia Lössl und Dominik Auer, die deutschen Stimmen von Tiffany und Ryan Malloy, synchronisierten auch Kelly und Bud Bundy in Eine schrecklich nette Familie.
- Nikki Cox war eine Zeit lang mit Kevin Connolly liiert und später mit Bobcat Goldthwait verlobt.